# Ascochyta chenopodii
Ascochyta chenopodii är en svampart som beskrevs av Rostr. 1905. Ascochyta chenopodii ingår i släktet Ascochyta, ordningen Pleosporales, klassen Dothideomycetes, divisionen sporsäcksvampar och riket svampar.   Inga underarter finns listade i Catalogue of Life.